# André Tulard

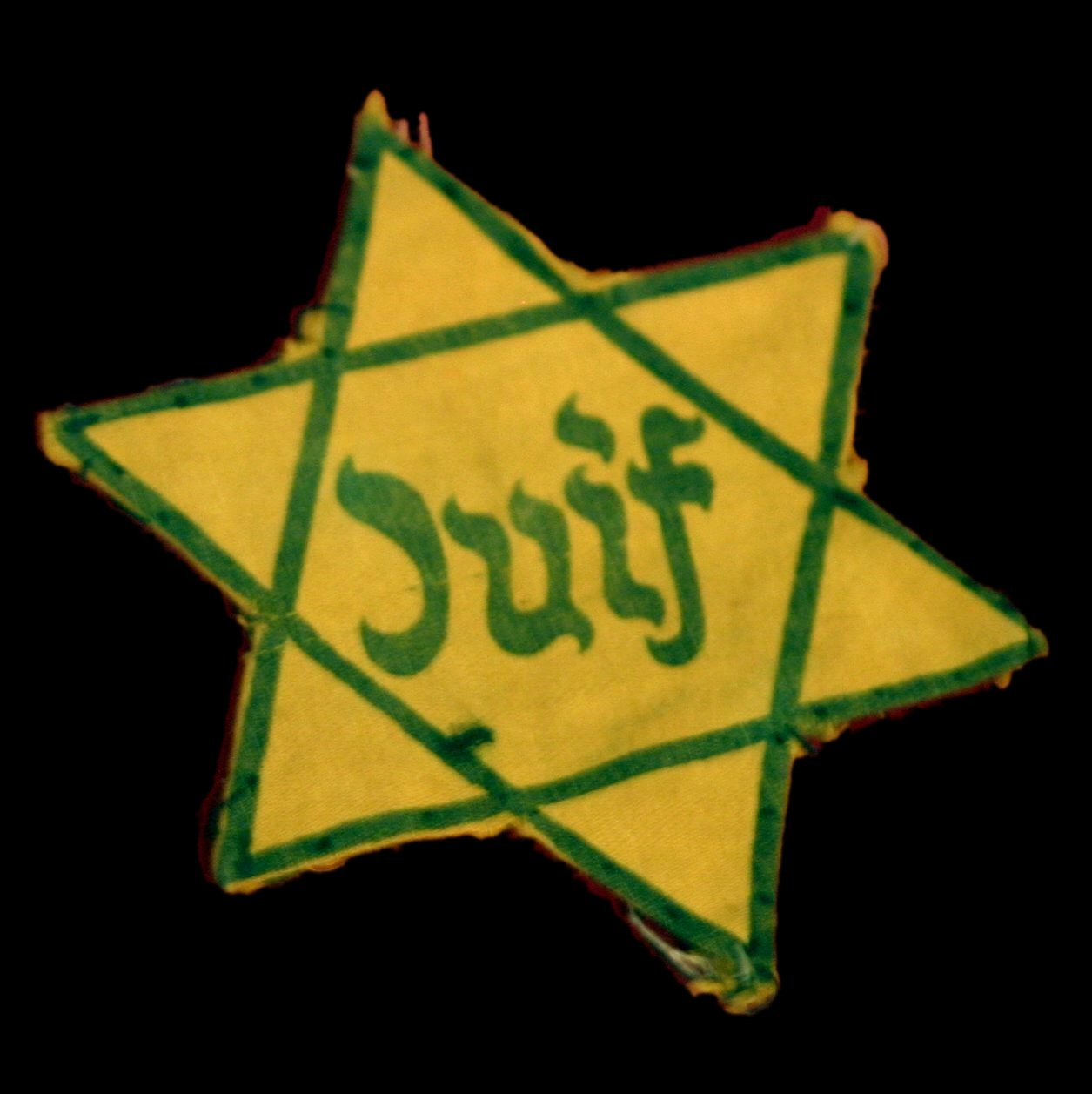
Französischer Judenstern

André Tulard (* 23. Juni 1898 in Nérondes; † 3. Februar 1967 in Paris) war ein hoher französischer Beamter, der unter dem Vichy-Regime eine Reihe von Dateien über die Juden des ehemaligen Départements Seine angelegt hat: die „Tulard-Datei“ (fichier Tulard). Von 1940 bis 1943 war er Vizedirektor der Abteilung für Ausländer und jüdische Angelegenheiten in der Polizeipräfektur von Paris.

## Leben
Als Vizedirektor des Service des étrangers der Pariser Polizeipräfektur, in den er 1921 eingetreten war und der unter Vichy in Service des étrangers et des affaires juives umbenannt wurde, erstellte er beispielsweise die „Judenkartei“, die bei der Razzia im Wintervelodrom am 16. und 17. Juli 1942 verwendet wurde und die fast 150.000 Personen erfasste, von denen mehr als 64.000 eine ausländische Staatsangehörigkeit besaßen. Bereits während der Dritten Republik hatte André Tulard für die Pariser Polizeipräfektur eine erste Kartei über Kommunisten angelegt.
Die erste Naziverordnung über den Status der Juden in der besetzten Zone, die am 27. September 1940 veröffentlicht wurde, zwang die Juden, sich zwischen dem 3. und 20. Oktober 1940 in den Polizeikommissariaten und Unterpräfekturen als Juden zu melden.
Das Vichy-Regime verkündete am 3. Oktober 1940 das erste Judenstatut. Allein im Département Seine meldeten sich 149.734 Personen auf den Polizeistationen. Die Informationen wurden von der Polizeipräfektur gesammelt, die unter der Leitung von André Tulard eine Reihe von vier Karteien (alphabetisch, nach Nationalitäten, nach Adressen, nach Berufen) mit insgesamt 600.000 Karteikarten erstellte. Laut dem Dannecker-Bericht „(...) unterteilt sich diese Kartei in eine lediglich alphabetische Kartei, wobei Juden französischer und ausländischer Nationalität jeweils Karteikarten unterschiedlicher Farbe haben, und in berufsbezogene Karteien nach Nationalität und Straße.“ Anschließend wurde sie unentgeltlich an die Gestapo weitergegeben, die für das „Judenproblem“ zuständig war.
So traf André Tulard den SS-Mann Dannecker am 7. Juli 1942 in dessen Büro in der Avenue Foch zur Vorbereitung der Razzia in Begleitung von Jean Leguay, den Polizeikommissaren François und Émile Hennequin und anderen Polizisten. Am 10. Juli notierte SS-Mann Heinz Röthke bei einem Treffen mit Jean Leguay, Pierre Gallien (Stellvertreter von Louis Darquier de Pellepoix, dem Leiter des Commissariat Général aux Questions Juives (CGQJ)) und anderen Polizisten (sowie Vertretern der SNCF und der Assistance publique) am Sitz des CGQJ in Abwesenheit André Tulards, dass „Direktor Tulard mit einer Gesamtzahl von 24.000 bis 25.000 Verhaftungen rechnet.“ Zwei Tage später, am 12. Juli 1942, reichte André Tulard seine Kündigung ein, die abgelehnt wurde; der Polizeipräfekt Amédée Bussière der die Razzia vom 16. Juli 1942 gebilligt hatte, befürchtete angeblich, dass die Datei an das Generalkommissariat für Judenfragen übergehen würde. Am 20. Juli 1942 erhielt André Tulard direkt vom SS-Mann Röthke Befehle zur Organisation der nächsten Deportationszüge (am 22., 24. und 27. Juli 1942). Tulard wurde daraufhin zum Direktor der Ausländerbehörde ernannt.
André Tulard war auch an der Logistik für die Vergabe der Judensterne beteiligt. Zusammen mit vielen Polizeikommissaren, die der Polizeipräfektur zugeteilt waren, war er Ende August 1941 bei der Einweihung des Lagers Drancy anwesend, dem letzten Ort vor den Konzentrations- und Vernichtungslagern.
Da Tulard sich am 20. Juli 1943 gegen die Ausbürgerung der französischen Juden ausgesprochen hatte, wurde er auf Antrag des Gestapo-Chefs Karl Oberg am 24. Juli 1943 aus dem Dienst entfernt.
Bei der Befreiung wurde gegen ihn keine Strafverfolgung eingeleitet. Er wurde zum Leiter der Rechtsabteilung der Pariser Polizeipräfektur und später zu deren Ehrendirektor ernannt. Am 2. August 1950 wurde er auf Vorschlag des Innenministers, der sich auf seine lange Karriere (29 Jahre) bei der Präfektur berief, zum Ritter der Ehrenlegion ernannt.
André Tulard war mit Hélène Bouissy verheiratet und ist der Vater des Historikers Jean Tulard. Er starb am 3. Februar 1967 im Alter von 68 Jahren.

## Spätere Suche nach der Judenkartei
Am 6. Dezember 1946 ordnete das Rundschreiben des Innenministers Édouard Depreux in Anwendung der Verordnung vom 9. August 1944 über die Wiederherstellung der republikanischen Legalität auf dem Festland die Vernichtung „aller Dokumente, die auf der Eigenschaft als Jude beruhen“, an. Am 7. Januar 1947 präzisierte ein zweites Rundschreiben des Ministers das erste. „Ich fordere Sie daher auf, gegebenenfalls in Ihren Archiven die Unterlagen zu den Ermittlungen, Misshandlungen und Verhaftungen, denen als Juden geltende Personen zum Opfer gefallen sind, beizubehalten, wenn diese Unterlagen für solche Personen von Vorteil sein können, indem sie beispielsweise die Suche und Zusammenführung verschwundener oder verstreuter Personen oder die Ausstellung von Deportations- oder Verhaftungsbescheinigungen ermöglichen“.
Am 6. März 1980 behauptet die Zeitung Le Canard enchaîné, dass sich die Kartei der Juden der Pariser Region im Gendarmeriezentrum von Rosny-sous-Bois befinde. Die französische Datenschutzbehörde CNIL richtete daraufhin einen Appell an die Behörden. Sie erhielt keine Antwort, da sich die Archivare durch diesen Appell nicht von ihrer Schweigepflicht entbunden fühlten, und kam zu dem Schluss, dass weder in Rosny-sous-Bois noch anderswo (z. B. beim Service des Anciens Combattants) eine Kartei gefunden wurde. Sie wies darauf hin, dass sie in keinem Verzeichnis über die Vernichtung von Archiven erwähnt werden.
Erst zehn Jahre später, im Herbst 1991, glaubte Serge Klarsfeld, die Tulard-Datei im Archivdienst der Anciens Combattants (Veteranen) in Fontenay-sous-Bois entdeckt zu haben, nachdem er ein vertrauliches Inventar unter dem Namen „Grand fichier établi par la préfecture de police en octobre 1940“ (Große Kartei, die von der Polizeipräfektur im Oktober 1940 angelegt wurde) eingesehen hatte. Klarsfeld informierte Le Monde, die am 13. und 14. November 1991 einen Artikel veröffentlichte. Die Historikerin Sonia Combe besuchte ihrerseits das Archiv der Kriegsveteranen und stellte fest, dass die Datei im offiziellen Inventar unter der Bezeichnung „Fichier Drancy“ aufgeführt war. Der – nach dem Ersteller Christian Gal benannte – Gal-Bericht hob später die „Kultur der Geheimhaltung“ hervor, die die Archivverwaltung durchdrungen habe, und der Staatssekretär Louis Mexandeau sprach von Omerta.
Im Juni 1992 ernannte Jack Lang eine Kommission, die den Verbleib der Datei untersuchen sollte. Der Kommission gehörten die Historiker René Rémond (Präsident des Conseil supérieur des Archives), Jean-Pierre Azéma, André Kaspi sowie Jean Kahn, Präsident des Conseil représentatif des institutions juives de France, und Chantal Bonazzi, Generalkonservatorin der zeitgenössischen Abteilung des Archives de France, an. Die Kommission legte zwei bereits von den Archivaren der Pariser Polizeipräfektur ermittelte Dokumente vor, aus denen hervorgeht, dass die Vernichtungsmaßnahmen zunächst am 15. und 16. November 1948 und dann am 14. Dezember 1949 stattgefunden hatten. Sie veröffentlichte sie im zweiten Anhang ihres Berichts, nachdem sie die entsprechenden Erlasse, Anweisungen, Protokolle, Notizen und Briefe beigefügt hatte. In Anwendung von Artikel 3 der Verordnung vom 9. August 1944 sowie des Rundschreibens von Édouard Depreux vom 6. Dezember 1946 zielte diese späte Handlung auf Papiere ab, die die „Erfassung der Israeliten, Personen und Güter, Karteikarten und Akten“ betrafen.
Die Schlussfolgerungen der Rémond-Kommission werden weiterhin von Spezialisten für Archivgeschichte, darunter Sonia Combe, angefochten, die der Ansicht sind, dass die Datei des Archivdienstes der Kriegsveteranen die Tulard-Datei ist. Diese stützen sich insbesondere auf die materielle Beschaffenheit des verwendeten Mediums, seine Form, seine Farben, seine Druckwerkstatt und seine Nutzungsweise. Sie betonen, dass die von der Kommission erwähnten Vernichtungsprotokolle nicht belegen, dass es sich um eine vollständige Vernichtung handelte.

## Andere Länder
Neben der Tulard-Kartei gab es in Belgien eine weniger ausgefeilte Judenkartei, die von den Deutschen angelegt wurde, ebenso wie im faschistischen Italien (2.600 Judenkarten, die 1938 von der italienischen Polizei für die Generaldirektion für Demografie und Rasse angelegt wurden).

## Weblink
- Eric Conan: Fichier des juifs: l’erreur inavouée. In: L’Express. 31. Dezember 1992 (französisch).